# Каньєте (Куенка)
Каньєте (ісп. Cañete) — муніципалітет в Іспанії, у складі автономної спільноти Кастилія-Ла-Манча, у провінції Куенка. Населення — 960 осіб (2010).
Муніципалітет розташований на відстані близько 180 км на схід від Мадрида, 41 км на схід від Куенки.

## Демографія
Динаміка населення (INE ):

## Галерея зображень

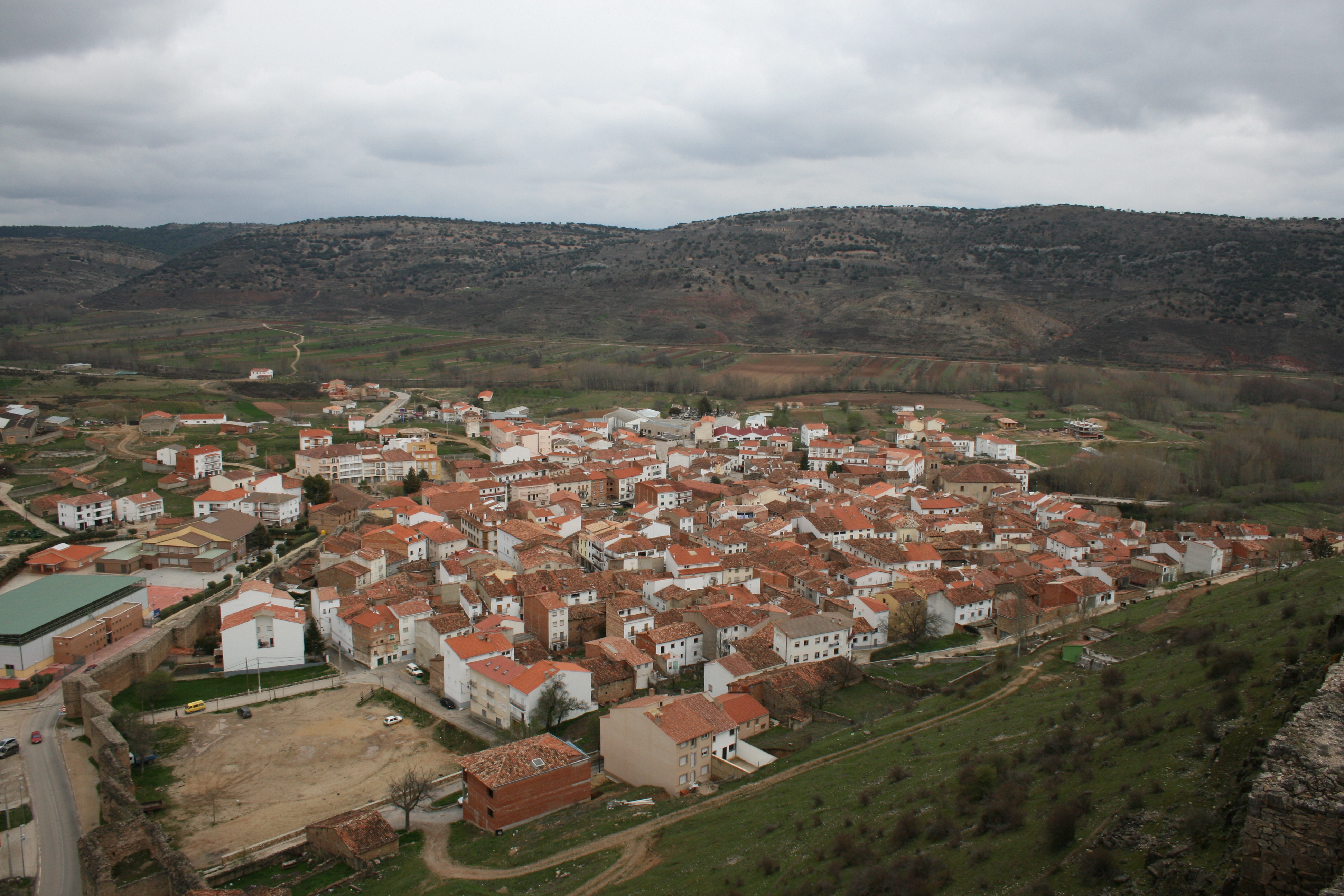
Каньєте з замку
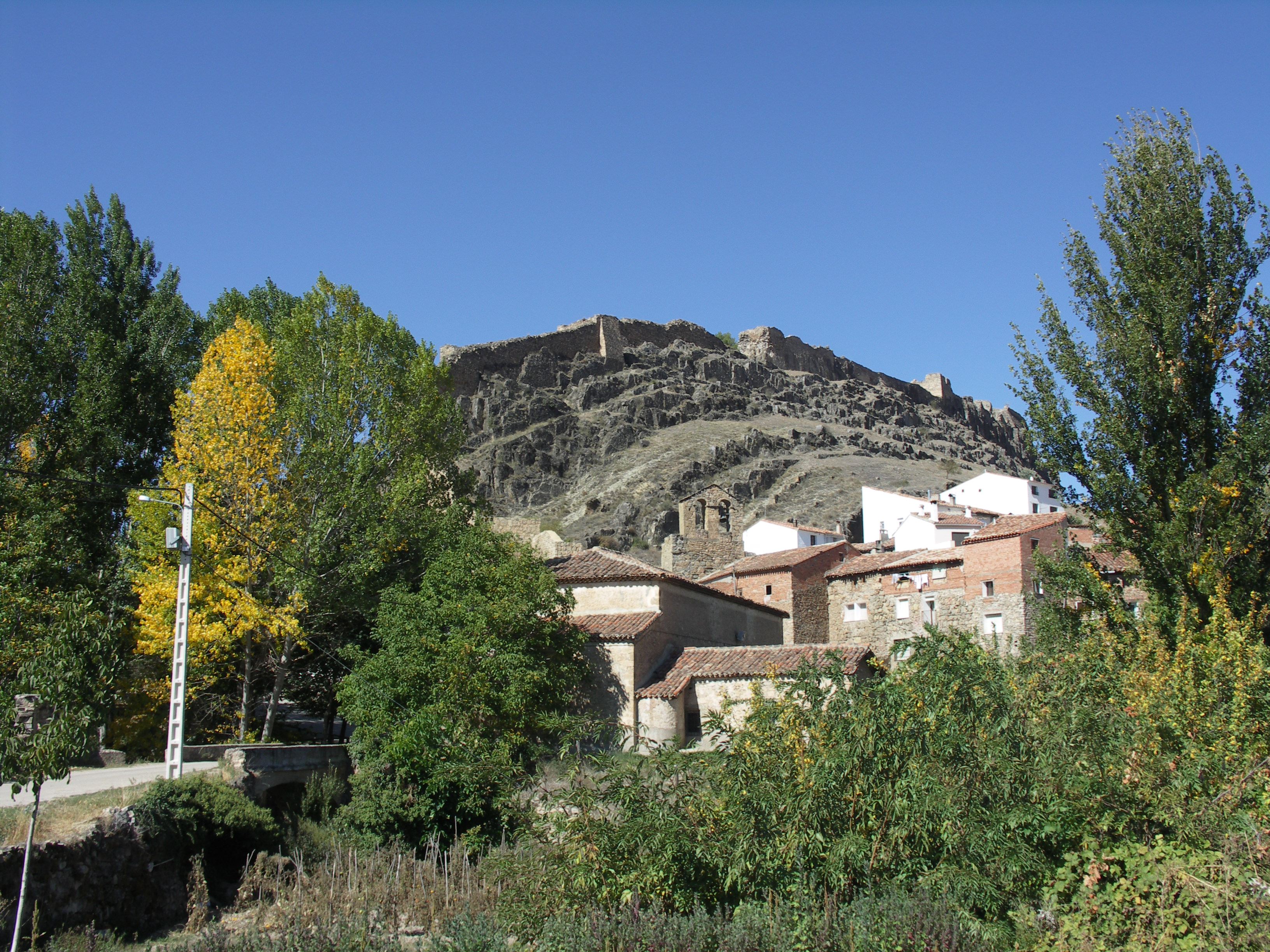
Замок, Каньєте